# Rallye de Catalogne 2009

## Spéciales chronométrées
| Étape     | Spéciale | Heure   | Nom                             | Distance | Vainqueur          | Temps         | Leader         |
| --------- | -------- | ------- | ------------------------------- | -------- | ------------------ | ------------- | -------------- |
| 1 (2 Oct) | SS1      | 08 h 46 | La Mussara 1                    | 20,48 km | Dani Sordo         | 11 min 33 s 4 | Dani Sordo     |
| 1 (2 Oct) | SS2      | 10 h 24 | Querol 1                        | 21,26 km | Dani Sordo         | 11 min 22 s 0 | Dani Sordo     |
| 1 (2 Oct) | SS3      | 11 h 07 | El Montmell 1                   | 24,14 km | Dani Sordo         | 12 min 37 s 6 | Dani Sordo     |
| 1 (2 Oct) | SS4      | 13 h 54 | La Mussara 2                    | 20,48 km | Dani Sordo         | 11 min 17 s 4 | Dani Sordo     |
| 1 (2 Oct) | SS5      | 15 h 32 | Querol 2                        | 21,26 km | Sébastien Loeb     | 11 min 17 s 4 | Dani Sordo     |
| 1 (2 Oct) | SS6      | 16 h 15 | El Montmell 2                   | 24,14 km | Sébastien Loeb     | 12 min 34 s 2 | Dani Sordo     |
| 2 (3 Oct) | SS7      | 09 h 14 | El Priorat - La Ribera d'Ebre 1 | 38,27 km | Sébastien Loeb     | 21 min 44 s 6 | Dani Sordo     |
| 2 (3 Oct) | SS8      | 10 h 27 | Les Garrigues 1                 | 8,60 km  | Sébastien Ogier    | 5 min 05 s 5  | Sébastien Loeb |
| 2 (3 Oct) | SS9      | 10 h 58 | La Llena 1                      | 17,12 km | Dani Sordo         | 9 min 38 s 1  | Dani Sordo     |
| 2 (3 Oct) | SS10     | 14 h 17 | El Priorat - La Ribera d'Ebre 2 | 38,27 km | Sébastien Ogier    | 21 min 46 s 1 | Dani Sordo     |
| 2 (3 Oct) | SS11     | 15 h 30 | Les Garrigues 2                 | 8,60 km  | Sébastien Loeb     | 5 min 06 s 0  | Dani Sordo     |
| 2 (3 Oct) | SS12     | 16 h 01 | La Llena 2                      | 17,12 km | Petter Solberg     | 9 min 49 s 0  | Sébastien Loeb |
| 3 (4 Oct) | SS13     | 08 h 05 | Riudecanyes 1                   | 16,32 km | Dani Sordo         | 10 min 32 s 6 | Sébastien Loeb |
| 3 (4 Oct) | SS14     | 09 h 06 | Santa Marina 1                  | 26,51 km | Petter Solberg     | 15 min 52 s 3 | Sébastien Loeb |
| 3 (4 Oct) | SS15     | 10 h 02 | La Serra d'Almos 1              | 4,11 km  | Sébastien Loeb     | 2 min 37 s 8  | Sébastien Loeb |
| 3 (4 Oct) | SS16     | 12 h 01 | Riudecanyes 2                   | 16,32 km | Petter Solberg     | 10 min 32 s 8 | Sébastien Loeb |
| 3 (4 Oct) | SS17     | 13 h 02 | Santa Marina 2                  | 26,51 km | Petter Solberg     | 15 min 53 s 9 | Sébastien Loeb |
| 3 (4 Oct) | SS18     | 13 h 58 | La Serra d'Almos 2              | 4,11 km  | Jari-Matti Latvala | 2 min 39 s 5  | Sébastien Loeb |

1 S LOEB 3 H 22 MIN 14.7
2 D SORDO  12 S
3 M HIRVONEN 1 MIN 34.1
4 P SOLBERG 1 MIN 42.4
5 S OGIER 2 MIN 21.6 
6 J-M LATVALA 4 MIN 49.8
7 M WILSON 11 MIN 55.5 
8 F VILLAGRA  13 MIN 48.1
9 H SOLBERG 15 MIN 7.6
10 D SNOBECK 18 MIN 16

## Classements au championnat après l'épreuve

### Classement des pilotes
| Rang | Pilote                | Rallyes | Rallyes | Rallyes | Rallyes | Rallyes | Rallyes | Rallyes | Rallyes | Rallyes | Rallyes | Rallyes | Rallyes | Total points |
| Rang | Pilote                | IRL     | NOR     | CYP     | POR     | ARG     | ITA     | GRE     | POL     | FIN     | AUS     | ESP     | GBR     | Total points |
| ---- | --------------------- | ------- | ------- | ------- | ------- | ------- | ------- | ------- | ------- | ------- | ------- | ------- | ------- | ------------ |
| 1er  | Mikko Hirvonen        | 6       | 8       | 8       | 8       | Ab.     | 8       | 10      | 10      | 10      | 10      | 6       |         | 84           |
| 2e   | Sébastien Loeb        | 10      | 10      | 10      | 10      | 10      | 5       | Ab.     | 2       | 8       | 8       | 10      |         | 83           |
| 3e   | Daniel Sordo          | 8       | 4       | 5       | 6       | 8       | 0       | 0       | 8       | 5       | 6       | 8       |         | 58           |
| 4e   | Jari-Matti Latvala    | 0       | 6       | 0       | Ab.     | 3       | 10      | 6       | Ab.     | 6       | 4       | 3       |         | 38           |
| 5e   | Petter Solberg        | -       | 3       | 6       | 5       | Ab.     | 6       | Ab.     | 5       | Ab.     | -       | 5       |         | 30           |
| 6e   | Henning Solberg       | 5       | 5       | 0       | 4       | 6       | 1       | 0       | 6       | 0       | 2       | 0       |         | 29           |
| 7e   | Matthew Wilson        | 2       | 2       | 4       | Ab.     | 4       | 3       | 0       | 4       | 1       | 3       | 2       |         | 25           |
| 7e   | Sébastien Ogier       | 3       | 0       | Ab.     | 0       | 2       | Ab.     | 8       | Ab.     | 3       | 5       | 4       |         | 25           |
| 9e   | Federico Villagra     | -       | -       | 2       | 2       | 5       | Ab.     | 5       | -       | 0       | 1       | 1       |         | 16           |
| 10e  | Conrad Rautenbach     | 0       | Ab.     | 3       | Ab.     | Ab.     | 0       | 4       | 1       | Ab.     | -       | -       |         | 8            |
| 11e  | Mads Østberg          | -       | 0       | -       | 3       | -       | 2       | 2       | Ab.     | Ab.     | -       | -       |         | 7            |
| 12e  | Khalid al-Qassimi     | 1       | -       | 1       | 1       | -       | 0       | 3       | -       | 0       |         | Ab.     |         | 6            |
| 13e  | Chris Atkinson        | 4       | -       | -       | -       | -       | -       | -       | -       | -       | -       | -       |         | 4            |
| 13e  | Evgeny Novikov        | -       | 0       | Ab.     | Ab.     | -       | 4       | 0       | 0       | Ab.     | -       | Ab.     |         | 4            |
| 13e  | Matti Rantanen        | -       | -       | -       | -       | -       | -       | -       | -       | 4       | -       | -       |         | 4            |
| 16e  | Krzysztof Holowczyc   | -       | -       | -       | -       | -       | -       | -       | 3       | -       | -       | -       |         | 3            |
| 17e  | Jari Ketomaa          | -       | -       | -       | -       | -       | -       | -       | -       | 2       | -       | -       |         | 2            |
| 18e  | Urmo Aava             | 0       | 1       | -       | -       | -       | -       | -       | -       | -       |         |         |         | 1            |
| 18e  | Nasser Al Attiyah     | -       | -       | 0       | 0       | 1       | 0       | 0       | -       | -       | -       | -       |         | 1            |
| 18e  | Lambros Athanassoulas | -       | -       | -       | -       | -       | -       | 1       | -       | -       | -       | -       |         | 1            |

| Couleur | Résultat                                                         |
| ------- | ---------------------------------------------------------------- |
| Or      | Vainqueur                                                        |
| Argent  | 2e place                                                         |
| Bronze  | 3e place                                                         |
| Vert    | Classé, dans les points                                          |
| Bleu    | Classé, hors des points Non classé (Nc.)                         |
| Mauve   | Abandon (Ab.) Retrait (Re.)                                      |
| Noir    | Disqualifié (Dq.)                                                |
| Blanc   | N'a pas pris le départ (Np.) Forfait (Forf.) Épreuve annulée (A) |
| Aucune  | N'a pas participé (-)                                            |